# Cristina Sánchez-Andrade
Cristina Sánchez-Andrade (Santiago de Compostel·la, La Corunya, 5 d'abril de 1968) és una escriptora espanyola.

## Biografia
Cristina Sánchez-Andrade (Santiago de Compostel·la, 5 d'abril de 1968), és filla de pare gallec i mare anglesa. És llicenciada en Ciències de la Informació per la Universitat Complutense i en Dret per l'U.N.E.D., i té un Màster en Dret Comunitari per la Universitat Autònoma de Madrid, ciutat en la qual hi resideix. Les seves obres han estat trauïdes a diversos idiomes com l'anglès, alemany, portuguès, italià, polonès i rus.
Va escriure relats que li van valer diversos premis literaris i l'any 1999 va publicar Las lagartijas huelen a hierba, una novel·la sobre la cerca de la identitat que va sorprendre per la seva originalitat narrativa i la seva estructura. Bueyes y rosas dormían (2001), la seva segona novel·la, està ambientada en un temps indefinit, en un lloc opressiu, fictici i arquetípic, anomenat Poble; d'aquesta deliberada abstracció se'n gaudeix en la resta de la seva narrativa.
Amb Ya no pisa la tierra tu rey (2003) va obtenir el Premi Sor Juana Inés de la Cruz l'any 2004, atorgat per la Fira Internacional del Llibre de Guadalajara; la novel·la, amb un protagonista col·lectiu, un conjunt de monges, torna a deixar veure un tema recurrent de l'autora: la crítica a les manifestacions col·lectives que puguin portar a pensar no com a individu sinó com a massa i a prendre decisions no per una reflexió i avaluació personal, sinó per aquesta feblesa que prové de la necessitat de pertànyer al ramat i d'acollir-se en ell.
A Coco (2007), novel·la la vida de la dissenyadora francesa Coco Chanel i torna a utilitzar aquest recurs per narrar la vida de Kristina de Noruega, princesa medieval del segle XIII que va viatjar a Espanya per contreure matrimoni amb un infant germà del rei Alfonso X "El Savi"; aquesta novel·la històrica es va publicar l'any 2010 amb el títol: Los escarpines de Kristina de Noruega i va ser finalista del Premi Espartaco de Novel·la Històrica en el 2011.
Allunyant-se de la ficció, publica El libro de Julieta (2010), una col·lecció d'anècdotes, i reflexions sinceres, del dia a dia amb la seva filla amb síndrome de Down, Julieta.
A Las Inviernas (2014) dues germanes tornen al seu poble natal després d'anys d'absència a causa de la guerra civil. Ambdues posseeixen un secret relacionat amb el seu avi i la seva presència agita les consciències i remou la vida dels veïns. En aquesta novel·la, finalista del Premi Herralde de Novel·la en el 2014, Cristina Sánchez-Andrade plasma amb singular mestratge els escenaris de la Galícia interior, impregnats de l'olor d'herba humida dels verds prats sota la pluja, fent que el lector se submergeixi, ja des de la primera pàgina, en aquest univers lúgubre i atàvic de la seva regió natal.
47 trocitos, la seva primera novel·la infantil, és una història tendra i plena d'humor que parla sobre la diversitat i la importància d'acceptar als altres tal com són.
Traduïda a diversos idiomes, combina les seves col·laboracions en diferents mitjans de comunicació, com a columnista i crítica literària, amb traduccions de clàssics de la literatura anglesa, així com la docència de tallers de narrativa.
En 2014 va ser autora convidada a la Hawthornden International Retreat for Writers a Escòcia.

## Novel·les Publicades
- 1999: Las lagartijas huelen a hierba (Lengua de Trapo)
- 2001: Bueyes y rosas dormían (Siruela)
- 2003: Ya no pisa la tierra tu rey (Anagrama) Premio Sor Juana Inés 2004
- 2005: Alas (Trama Editorial)
- 2007: Coco (RBA)
- 2010: Los Escarpines de Kristina de Noruega (Roca Editorial)
- 2010: El libro de Julieta (Grijalbo)
- 2014: Las Inviernas (Anagrama)
- 2015: 47 trocitos (Edebé)

## Contes publicats
- 2001: Candela (Cuentos de Humo, Siruela)
- 2005: 69, Amor (Todo un placer, Berenice)
- 2005: Somos dos barcos (Portadas Manuel Gil, Aldeasa)
- 2007: Los locos de Valencia (Comedias de Lope, 451 Ediciones)
- 2015: Matilde (Revista Eñe)

## Traduccions
- 2005: Curdie y la Princesa (Siruela)
- 2006: Cumbres Borrascosas (Siruela)
- 2011: Puck de la colina de Pook (Siruela)
- 2015: Los chicos del ferrocarril (Siruela)